# Gmina Siedlisko
Die Gmina Siedlisko ist eine Landgemeinde im Powiat Nowosolski der Woiwodschaft Lebus in Polen. Ihr Sitz ist das gleichnamige Dorf (deutsch Carolath) mit etwa 1900 Einwohnern.

## Geographie
Die Gemeinde liegt im Norden Niederschlesiens sechs Kilometer südöstlich der Kreisstadt Nowa Sól (Neusalz). Sie grenzt im Süden an die Stadt Bytom Odrzański (Beuthen an der Oder). Die Oder bildet die Südgrenze der Gemeinde.

## Gliederung
Zur Landgemeinde Siedlisko gehören die fünf Dörfer mit Schulzenämtern und weitere Ortschaften (deutsche Namen amtlich bis 1945):
Schulzenämter
- Siedlisko (Carolath)
- Bielawy (Bielawe, 1936–1945 Lindenkranz)
- Borowiec (Hohenborau)
- Piękne Kąty (Schönaich)
- Różanówka (Rosenthal)

Weitere Ortschaften
- Dębianka (Eichenkranz)
- Kierzno (Herrmannsdorf)
- Radocin (Rudolphshof)
- Tarnowskie Młyny
- Ustronie (Talbendorf)
- Zwierzyniec (Thiergarten)

## Persönlichkeiten
- Karl von Wedel-Parlow (1873–1936), Politiker (NSDAP); geboren in Schönaich.